# Ніна Голляйн
Ніна Голляйн (9 лютого 1971, Відень) — австрійська письменниця, архітекторка та модельєрка, яка зараз проживає в Нью-Йорку.

## Життєпис
Голляйн, дочка дизайнера та класичного філолога, виросла у Відні та Лінці. Її інтерес до архітектури та дизайну виник у ранньому дитинстві завдяки її дядькам Лаурідсу Ортнеру і Манфреду Ортнеру з австрійської групи архітекторів і художників Haus-Rucker-Co. Після закінчення середньої школи Голляйн вивчала архітектуру у Віденському технологічному університеті та здобула ступінь магістрки наук. У 1996 році вона отримала стипендію Федерального канцлера Австрії та переїхала до Нью-Йорка. Перебуваючи там, Ніна працювала в офісі Пітера Айзенмана і Billie Tsien Architects Тода Вільямса. У 2001 році вона та її чоловік Макс Голляйн переїхали до Франкфурта-на-Майні. У Франкфурті вона приєдналася до офісу архітектора та містобудівника Альберта Шпеєра. Після народження першої дитини Голляйн писала книги, рецензії та есе для дитячих книжок. Крім того, Голляйн працювала авторкою для Frankfurter Allgemeine Zeitung і німецького лайфстайл-журналу Принц. У 2009 році Голляйн заснувала власний бренд жіночої та дитячої моди. За свою першу колекцію вона отримала нагороду Франкфуртського ярмарку моди «Stilblüte».

## Книги
- Cut-Out Fun with Matisse, Prestel Verlag München, ISBN 3791371924, березень 2014 р.
- Yves Klein – Into the Blue (Can You Tell It's Art?), Hatje Cantz Verlag Berlin, ISBN 978-3-7757-1486-0, вересень 2004 р.

## Виставки
- «Паліндром» – Kunstverein Familie Montez (Франкфурт): у співпраці з братом Голляйн Філіпом Швайгером, липень — серпень 2021 року[14].

## Особисте життя
Голляйн одружена з куратором і директором музею Максом Голляйном. Вони мають трьох дітей і зараз живуть у Нью-Йорку.